# Institut religieux de droit diocésain
Un institut religieux de droit diocésain est un institut de vie consacrée masculin ou féminin reconnu par l'évêque d'un diocèse et qui n'a pas reçu d'approbation du Saint-Siège contrairement à un institut religieux de droit pontifical. L'institut de droit diocésain dépend exclusivement de l'évêque du diocèse où la fondation a été approuvée (Can. 589).

## Historique
La distinction actuelle entre institut diocésain et institut pontifical remonte seulement au XIXe siècle. La différence la plus importante réside entre les ordres avec vœux solennels et les congrégations à vœux simples : seuls les membres des ordres qui prononçaient des vœux solennels étaient considérés comme religieux et officiellement reconnus par l'Église et les autorités civiles. Les membres de congrégations n'étaient pas, canoniquement parlant, de vrais religieux ; leurs vœux qui étaient appelés simples, définition qui prenait parfois le sens de vœux privés, n'étaient pas officiellement acceptés par l'Église. Lors du quatrième concile du Latran de 1215, le pape Innocent III interdit de fonder de nouveaux ordres religieux (canon 13) sans l'approbation du Saint-Siège, les évêques conservant la faculté de fonder des communautés dont les membres ne prononcent pas de vœux solennels.

## Reconnaissance diocésaine et reconnaissance pontificale
Les congrégations religieuses se multiplient particulièrement au XIXe siècle et beaucoup demandent leur reconnaissance pontificale. En 1816, le Saint-Siège commence à les approuver sans les reconnaître toutefois officiellement comme instituts religieux. À la demande du pape Pie IX, Mgr Giuseppe Andrea Bizzarri, secrétaire de la congrégation pour les évêques et les réguliers élabore en 1854 une procédure d’approbation des congrégations de vœux simples qui est communiquée aux évêques en 1861. Celle-ci prévoit qu'un évêque peut reconnaître un institut qui devient alors de droit diocésain et reste sous la tutelle de l'évêque du diocèse où il a été approuvé. L'institut peut ensuite demander une approbation au Saint-Siège pour devenir de droit pontifical. La distinction entre institut de droit diocésain et de droit pontifical est fixée définitivement le 8 décembre 1899 par la constitution apostolique Conditæ du pape Léon XIII.

## Limites de la reconnaissance diocésaine
Un rescrit daté du 4 avril 2016 et entrant en vigueur le 1er juin  suivant, ordonne que la consultation préalable du Saint-Siège soit nécessaire ad validitatem pour l’érection d’un institut diocésain sous peine de nullité du décret d’érection du même institut. Ce document complète le canon 579 du code de droit canonique de 1983.